# L'Insurrection prolétarienne de 1830 en Belgique
L'Insurrection prolétarienne de 1830 en Belgique est un livre de Maurice Bologne, d'abord édité en 1929 par L'Églantine, réédité par les éditions Kritak (Louvain) en 1979, avec une préface de Gerard Gale et Guido Van Zieleghem, par la revue Critique Politique (Bruxelles) en 1981, avec une postface du professeur Robert Devleeshouwer de l'ULB. Il a été à nouveau réédité en 2006 par les éditions Aden. Selon les termes de l'auteur, cet ouvrage a pour but d'offrir « aux travailleurs de Flandre et de Wallonie » une « étude objective basée sur la conception marxiste de l'histoire, appelée communément matérialisme historique. »

## La thèse de Bologne

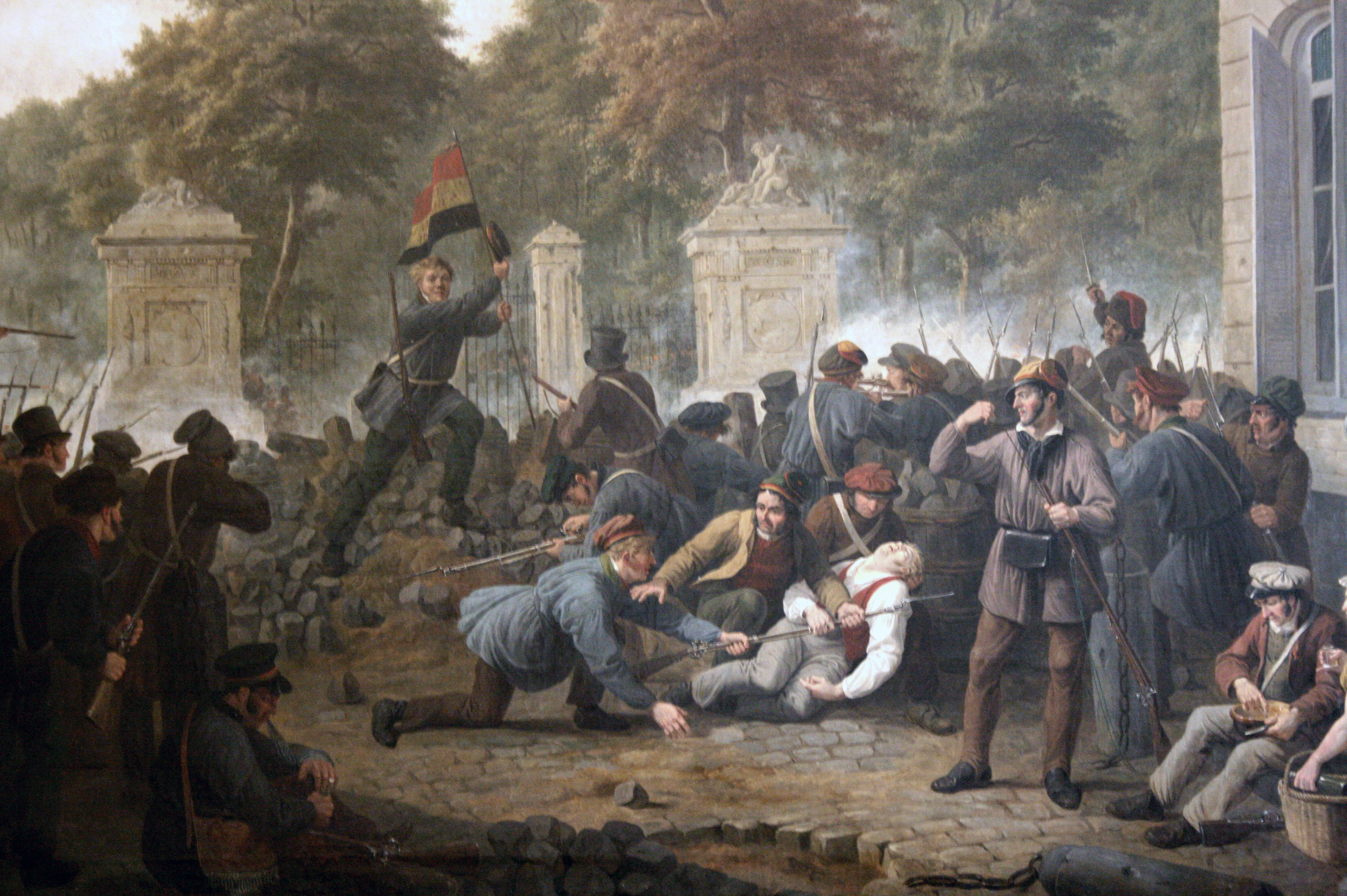
Les volontaires de la révolution belge de 1830 durant les Journées de Septembre, à Bruxelles.

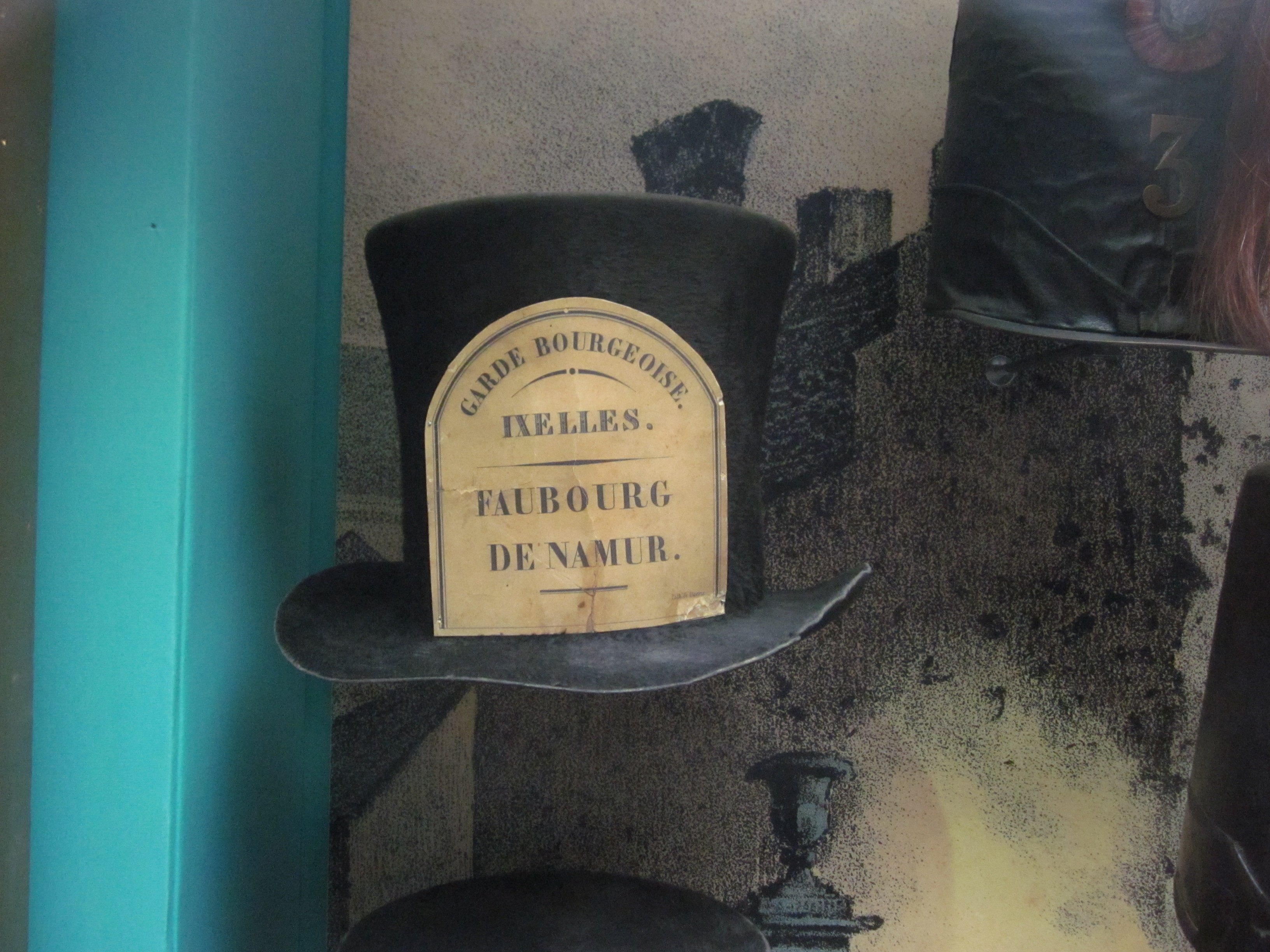
La plupart des villes belges se dotèrent d'une garde bourgeoise afin de maintenir l'ordre public au début de l'insurrection de 1830 dans les Pays-Bas méridionaux, comme ici à Ixelles.

Maurice Bologne défend l'idée que la révolution belge est avant tout un mouvement de mécontentement créé par les difficultés économiques, nourri du sentiment que la révolution de Juillet en France va rendre partout possible plus de démocratie. Bologne pense aussi que la révolution belge participe d'une révolution européenne qui va s'étendre de Paris à la Pologne en passant par l'Allemagne. Pour lui, par exemple, le drapeau tricolore français qui fut le premier hissé par les insurgés participe de cet esprit révolutionnaire plus large.
Bologne pense que la révolution prolétarienne de 1830 a été trahie par la bourgeoisie un instant débordée par les émeutiers populaires, notamment avant les Journées de Septembre, déterminés à poursuivre les combats alors que les chefs de la garde bourgeoise de Bruxelles désiraient traiter avec la Hollande.
Dans le Gouvernement provisoire belge formé en septembre-octobre (le vingt-six septembre), seul Louis De Potter représente ces éléments populaires et radicaux de la révolution mais il sera vite écarté du pouvoir. De fait la démocratie qui se met en place en 1830 et 1831 est un régime démocratique bourgeois déterminé par le vote censitaire qui réservait le droit d'élire les députés et les sénateurs à quarante mille personnes (alors que la population belge en comptait quatre millions). Le droit d'éligibilité au Sénat était réservé aux quatre cents propriétaires payant plus de mille florins d'impôt à l'époque.
Dans son livre, Bologne insiste par exemple sur le fait que la Brabançonne est le chant d'une Garde bourgeoise dont le but n'était, au départ, que de rétablir l'ordre, quitte à négocier avec le roi Guillaume d'Orange une sorte d'autonomie de la Belgique.
À l'intérieur des éléments les plus bourgeois de la révolution, il y avait tout de même des radicaux comme Charles Rogier. Ce groupe, que certains appellent les « Liégeois », s'éleva le 19 septembre contre toute volonté de traiter avec la Hollande, « brandissant la menace d'attirer sur Bruxelles les masses ouvrières de la Cité ardente et les mineurs borains ».

## Réception

### Réactions positives
Dans les éditions de 1981 comme de 2006, une lettre autographe d’Henri Pirenne à l'adresse de l'auteur est reproduite au début de l'ouvrage. Elle dit ceci : 

« Monsieur, Agréez mes remerciements très vifs pour l'aimable envoi de votre étude sur l'Insurrection prolétarienne de 1830 en Belgique. Il y a là certainement un phénomène très important et dont on n'a pas toujours tenu assez compte. Je crois que cela provient de ce que l'on n'étudie pas assez l'histoire comme elle doit l'être, c'est-à-dire comme une science d'observation, analogue aux sciences naturelles. Quand on se place à ce point de vue, aussi indifférent aux théories qu'aux passions sociales, qu'elles soient bourgeoises ou prolétariennes, tout s'éclaire et s'ordonne. Je crois qu'il y a pas plus d'histoire capitaliste ou d'histoire marxiste qu'il n'y a une mathématique marxiste ou capitaliste. Vous me direz peut-être que c'est une illusion. Mais vous conviendrez en tout cas qu'elle est belle. [...] »

### Critiques
- Frans Van Kalken critique cette thèse dès 1930, dans La révolution de 1830 fut-elle prolétarienne ? Selon lui, Maurice Bologne a mal interprété dans son analyse les effets de la crise économique européenne de 1829-1830[1].
- Robert Demoulin va également attaquer l'ouvrage de Bologne en 1934, dans Les Journées de septembre. Il avance que même si beaucoup de combattants appartenaient bien au prolétariat, on comptait également dans leurs rangs de nombreux « artisans » et il insiste sur le caractère « patriotique » des événements[2].
- Jacques Logie, qui admet le rôle prédominant joué par les classes populaires dans les événements, juge pourtant sévèrement l'ouvrage de Bologne : « La thèse de Bologne a le triple défaut d'être fondée sur une documentation sommaire, sur une perception parfois schématique de l'événement, mais surtout sur une approche politique et partisane des faits[3]. » La revue d'inspiration marxiste Critique politique commente ainsi l'ouvrage de Logie : « Nous avons le sentiment qu'en gros, Bologne insiste sur les mêmes phases du mouvement que Jacques Logie [...] Nous schématiserions la chose en disant que, dans les deux cents premières pages de son livre, Jacques Logie étudie les mêmes événements que ceux observés par Bologne. C'est sur la signification de ces événements que Bologne et Logie vont profondément diverger[4]. »
- John W. Rooney Jr., qui dans son analyse quantitative insiste sur le rôle joué par le prolétariat dans les Journées de septembre, rejette également la thèse de Bologne, car selon lui les combattants étaient « dépourvus de toute conscience politique » et ne considéraient pas les bourgeois comme leurs ennemis[5].
- Jean Stengers adresse également de vives critiques : « A-t-on eu affaire à une révolution populaire confisquée en quelque sorte par la bourgeoisie et la noblesse ? Employer une telle formule serait faire violence à la réalité. [...] Rien, absolument rien, n'indique [que les gens du peuple qui se battent] aient eu des objectifs de classe tranchant sur ceux de la bourgeoisie. » Il avance pour argument qu'après le triomphe de la révolution personne parmi le peuple n'a dénoncé la « confiscation » de ses résultats[6].